# 103e division d'infanterie territoriale
Pour les articles homonymes, voir 103e division.
La 103e Division d’Infanterie Territoriale est le nom d'une unité de l’armée française.

## Les chefs de la103eDivision d'Infanterie Territoriale
- 14 juillet 1915 - 8 mars 1916 : Général Beaudemoulin

## LaPremière Guerre mondiale

### Composition au cours de laguerre
- 248e Régiment d'Infanterie Territoriale d'août 1915 à mars 1916
- 260e Régiment d'Infanterie Territoriale d'août 1915 à mars 1916
- 283e Régiment d'Infanterie Territoriale d'août 1915 à mars 1916
- 330e Régiment d'Infanterie Territoriale d'août 1915 à mars 1916

### 1915
2 août – 4 septembre
Constitution et instruction au camp de La Courtine.
4 septembre – 6 octobre
Transport par V.F. dans la région de Gretz; repos.
14 et 15 septembre, mouvement vers Lagny, puis, le 26, vers Villers-Hélon; repos.
À partir du 3 octobre, mouvement vers la région Berneuil-sur-Aisne, le Franc-Port.
6 octobre 1915 – 1er mars 1916
Occupation d’un secteur entre l’Oise et Tracy-le-Val.
À partir du 23 novembre 1915, travaux d’organisation défensive, par l’une des brigades, vers Creil et Compiègne.

### 1916
1er mars 
Retrait du front et dissolution.

### Rattachements
Affectation organique : Isolée, d’août 1915 à mars 1916 (dissolution).
Intérieur : 2 août - 4 septembre 1915
Gouvernement militaire de Paris : 5 - 30 septembre 1915
VIe Armée : 1er octobre 1915 - 1er mars 1916